# Divisão de Fortaleza Varsóvia
A Divisão de Fortaleza Varsóvia (em alemão:  Festung-Division "Warschau") foi uma divisão de fortaleza do Grupo de Exércitos A da Wehrmacht alemã na Segunda Guerra Mundial.
Formação ordenada em 12 de janeiro de 1945, a Divisão de Fortaleza Varsóvia foi formada em Varsóvia convertendo várias unidades na divisão. A divisão foi destruída na luta pela captura de Varsóvia pelos soviéticos, sendo os seus remanescentes capturados ou fugido de volta para a Alemanha.

## História divisional
A divisão foi criada no início de janeiro de 1945 na capital polonesa, Varsóvia, para defendê-la contra o Exército Vermelho como parte da estratégia de posições permanentes.
A divisão em dissolução, subordinada ao 9º Exército, foi inicialmente provavelmente cercada em Varsóvia (em 16 de janeiro, a defesa consistia em apenas quatro batalhões da divisão de fortaleza); e mais tarde, após a captura da cidade, em 18 de janeiro de 1945, quase totalmente destruída pelo Exército Vermelho. Em seguida, os remanescentes da Divisão de Fortaleza Varsóvia uniram-se à 73ª Divisão de Infantaria para fortalecer a defesa do Festung Thorn. Anteriormente, o comandante do 9º Exército, General der Panzertruppe Smilo von Lüttwitz, havia desistido da defesa da cidade sem ordem superior, o que dissolveu a coesão das tropas. O Generalleutnant Friedrich Weber, comandante da divisão de fortaleza, foi então transferido para a Führerreserve, condenado à liberdade probatória na frente e não recebeu mais comando militar algum.
A divisão foi oficialmente dissolvida em 27 de fevereiro de 1945.

## Comandante
- Generalleutnant Friedrich Weber (janeiro de 1945).[3]

## Organização
- Festungs-Regiment 8
  - 1. Bataillon (anteriormente Festungs-Infanterie-Bataillon 1401)
  - 2. / 3. Bataillon
  - 4. Bataillon (anteriormente Festungs-MG-Bataillon 24)
  - Panzerjäger-Kompanie 17
- Festungs-Regiment 88
  - 1. Bataillon (anteriormente Landesschützen-Bataillon 238)
  - 2. Bataillon (anteriormente Landeswehr-Bataillon Weckerle)
  - 3. Bataillon
  - 4. Bataillon (anteriormente Festungs-MG-Bataillon 25)
  - Panzerjäger-Kompanie 16
- Festungs-Regiment 183
  - 1. / 2. / 3. / 4. Bataillon
- Festungs-Artillerie-Regiment 1320
  - Festungs-Granatwerfer-Bataillon 22
  - Festungs-Granatwerfer-Bataillon 23
- Festungs-Pionier-Bataillon 67
- Nachrichtentruppe 1320
- Nachschubtruppen 1320